# Bănel Nicoliță
Bănel Nicoliță (* 7. Januar 1985 in Făurei, Kreis Brăila) ist ein ehemaliger rumänischer Fußballspieler.

## Karriere

### Verein
Nicoliță begann seine Karriere 2001 in der rumänischen Divizia B bei Dacia Unirea Brăila. Im Sommer 2004 wechselte er zu dem Erstligisten FCU Politehnica Timișoara. Seit der Winterpause der Saison 2004/05 steht er beim rumänischen Verein Steaua Bukarest unter Vertrag, mit dem er auf Anhieb zweimal in Folge rumänischer Meister wurde. Nicoliță ist beidfüßig und spielt im rechten offensiven Mittelfeld mit der Rückennummer 16. Er hatte dreizehn Einsätze im UEFA-Cup. Im Jahr 2011 gewann er mit Steaua den rumänischen Pokal. Am 7. September 2011 wechselte er in die Ligue 1 zu AS Saint-Étienne. In der Saison 2013/14 wurde er an den FC Nantes ausgeliehen. Nach Ende seines Vertrages im Sommer 2014 war er ein halbes Jahr ohne Verein, ehe ihn der FC Viitorul Constanța zurück in die Liga 1 holte. In Constanța wurde er auf Anhieb zur Stammkraft. Zu Beginn der Spielzeit 2015/16 saß er meist auf der Ersatzbank und kam als Einwechselspieler zum Zuge. Dies änderte sich im November 2015, als er wieder regelmäßig in der Startaufstellung stand.
Im April 2016 löste Nicoliță seinen Vertrag in Constanța auf. Im Sommer 2016 fand er keinen neuen Verein und spielte für ein halbes Jahr für CS Făurei in seiner Heimatstadt. Anfang 2017 verpflichtete ihn Erstligist ASA Târgu Mureș. Im Sommer 2017 wechselte er zu Aris Limassol nach Zypern, ehe er Anfang 2018 nach Făurei zurückkehrte.

### Nationalmannschaft
Nicoliță ist seit 2005 rumänischer Nationalspieler mit bisher 31 Einsätzen und einem Tor. Mit Rumänien nahm er an der Fußball-Europameisterschaft 2008 teil.

## Erfolge/Titel
- Rumänischer Meister (2): 2004/05, 2005/06
- Rumänischer Supercupsieger: 2006
- Rumänischer Fußballpokal: 2011
- Französischer Ligapokalsieger: 2012/13